# Bethingen
Bethingen – dzielnica niemieckiej gminy Mettlach, w kraju związkowym Saara, w powiecie Merzig-Wadern, w Parku Natury Saar-Hunsrück, nad rzeką Salzbach, ok. 2 km od zjazdu 4 Merzig-Wellingen z autostrady A8. Dzielnica leży na wysokości 220–311 m n.p.m., ma 1,77 km² powierzchni, zamieszkuje ją 249 mieszkańców (2007).

## Historia
Pierwsza autentyczna wzmianka o Bethingen pochodzi z aktu darowizny margrabiny Jutha dla Lotaryngii z 1030. W miejscowości znajduje się kaplica pw. św. Otylii i źródło Otylii (niem. Odilienbrunnen), wzmianki o nich pojawiają się od 1630. Jednak Bethingen już od 1330 do 1920 było miejscem pielgrzymek osób z chorobami oczu. Kaplica została zburzona w 1953 przy budowie dróg, odbudowano ją w latach 1955–1960 i poświęcono ją 21 maja 1961 w uroczystość Zesłania Ducha Świętego. Bethingen posiada również mały cmentarz. Nazwa miejscowości pochodzi od germańskiego imienia Batho.
Przewodniczącym rady dzielnicy jest Christian Hampe z SPD, w skład rady dzielnicy wchodzi dziewięć osób (cztery z CDU, pięć z SPD, w tym przewodniczący).